# Meopta

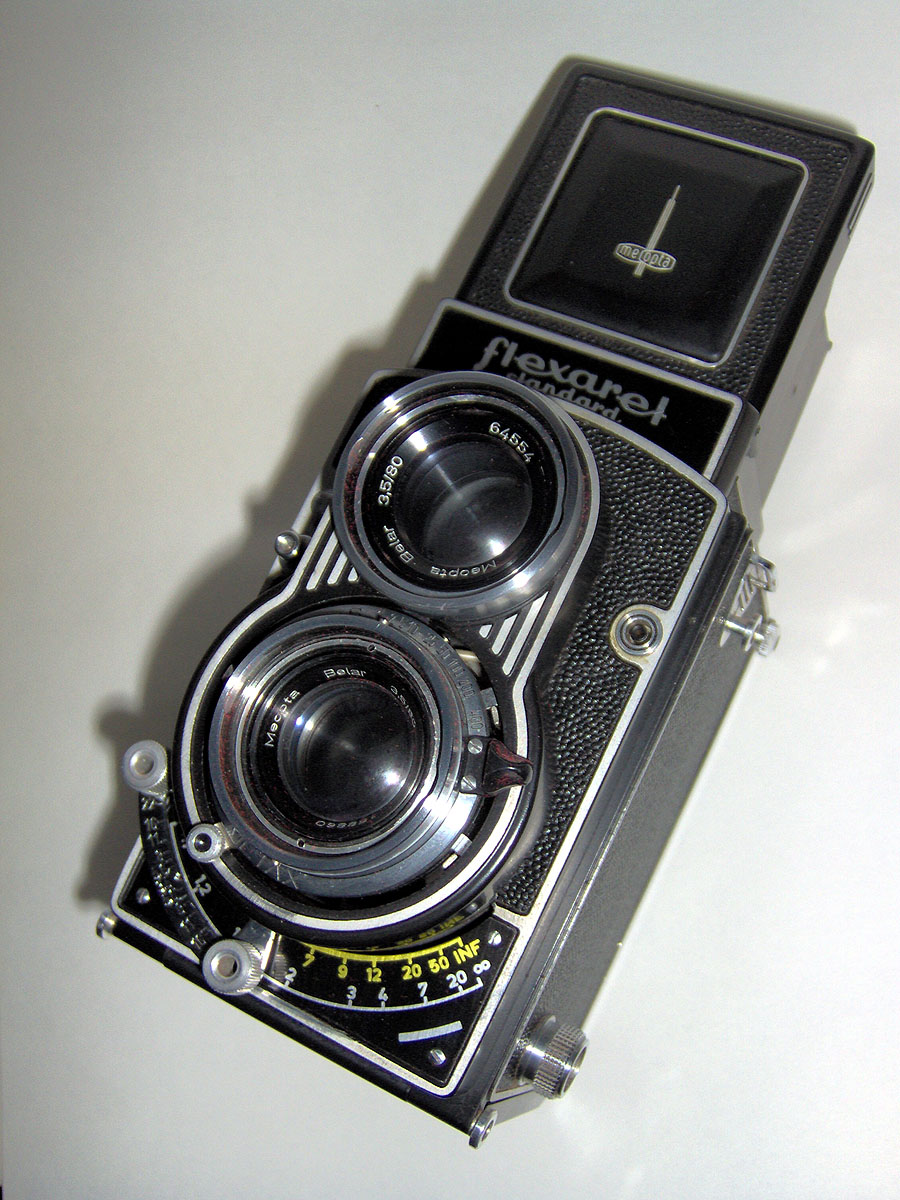
Dvouoká zrcadlovka 6x6 Flexaret Standard; rok výroby 1963

Meopta je česko-americká nadnárodní společnost působící v oblasti výroby optiky pro zobrazovací a osvětlovací systémy. Firma poskytuje komplexní řešení od návrhu, vývoje, konstrukce, výroby až po montáž optických, optomechanických a optoelektronických systémů. Společnost se specializuje na spotřební, průmyslové a vojenské trhy.
Společnost Meopta - optika, s.r.o. má sídlo v Přerově v České republice, americká pobočka Meopta U.S.A., Inc. sídlí ve Spojených státech v New Yorku.
V roce 2010 pracovalo v obou společnostech okolo 2500 zaměstnanců.
Společnost se v minulosti proslavila hlavně výrobou optické, fotografické a filmové techniky pro profesionální i amatérské užití - dalekohledy, fotoaparáty, zvětšovací přístroje, filmové kamery, filmové projektory, diaprojektory, snímací i projekční objektivy atd.

## Historie společnosti

### Předchůdci Meopty do roku 1945

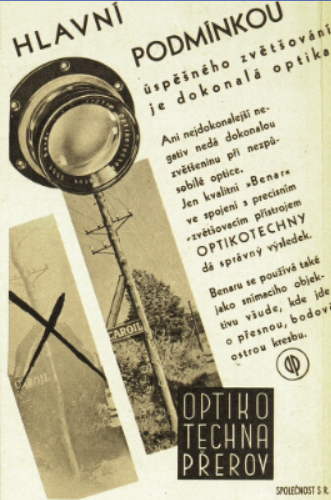
Reklama firmy Optikotechna Přerov (1937)

Srb & Štys, Praha 1919: První továrnou na optiku v českých zemích se stala tato společnost, která se zprvu věnovala broušení jednoduchých čoček, později začala vyrábět vlastní optické přístroje pro zeměměřičství, meteorologii a laboratoře.
Optikotechna, Přerov 1933: Tuto společnost založil dr. Alois Mazurek, vyučující místní průmyslové školy. Intenzivně se zajímal o optiku, věnoval se samostudiu a usiloval o zavedení výuky optického oboru na průmyslové škole. Jeho úsilí došlo naplnění a v roce 1933 se jeho přání a sny realizovaly v nově vzniklé firmě se sedmi zaměstnanci, do které vložil počáteční kapitál přerovský stavitel Ing. Alois Beneš. Společnost se věnovala jak výrobě základních součástek (čoček aj.), záhy však dr. Mazurek vyvinul první československý zvětšovací objektiv Benar, a tím určil další zaměření firmy: zvětšovací přístroje (zprvu v licenci pana Kalusche Ideal a Unicum, později vlastní konstrukce Multifax, Herkules a Magnifax), hvězdářské a armádní dalekohledy, trichynoskopy, laboratorní mikroskopy aj. Roku 1935 ji zakoupila Zbrojovka Brno, která vzápětí převzala i opuštěnou bývalou textilku v Hybešově ulici a začala stavět nový závod naproti městské nemocnici. Došlo k prudkému rozvoji a modernizaci konstrukce, vývoje a výroby základních komponentů i celých přístrojů – na trh byly uvedeny nové prohlížečky filmu, triedry, puškohledy, v roce 1938 i první zvětšovák Axomat se šikmým posuvem komory a automatickým ostřením, o rok později doplněný chudším typem Opemus. Roku 1939 vznikly i první fotoaparáty Flexaret.
Jindřich Suchánek, Brno, 1931: Tato společnost se věnovala od počátku výrobě přístrojů pro kinoamatéry (kamery Admira 8, 9,5, i 16 mm univerzální projektor Popular pro formáty 8, 9,5 i 16 mm, vč. kopírky, projektory Atom a Jubilar, montážní stoly a další příslušenství), ale také zvětšovací přístroj Colombo a diaprojektor Diax.
V období druhé světové války podléhaly všechny továrny velení německé armády, tudíž se vyráběly zejména optické součástky a přístroje pro potřeby německého zbrojního průmyslu. Civilní výroba se realizovala jen okrajově, vývoj nových výrobků byl omezen, ale neustal. V průběhu války bylo popraveno nebo umučeno celkem 17 zaměstnanců firmy, jimž je věnován památník Matka vlast sochaře Bajáka před hlavní budovou. Krátce po skončení války byly všechny firmy zestátněny.

### Po válce

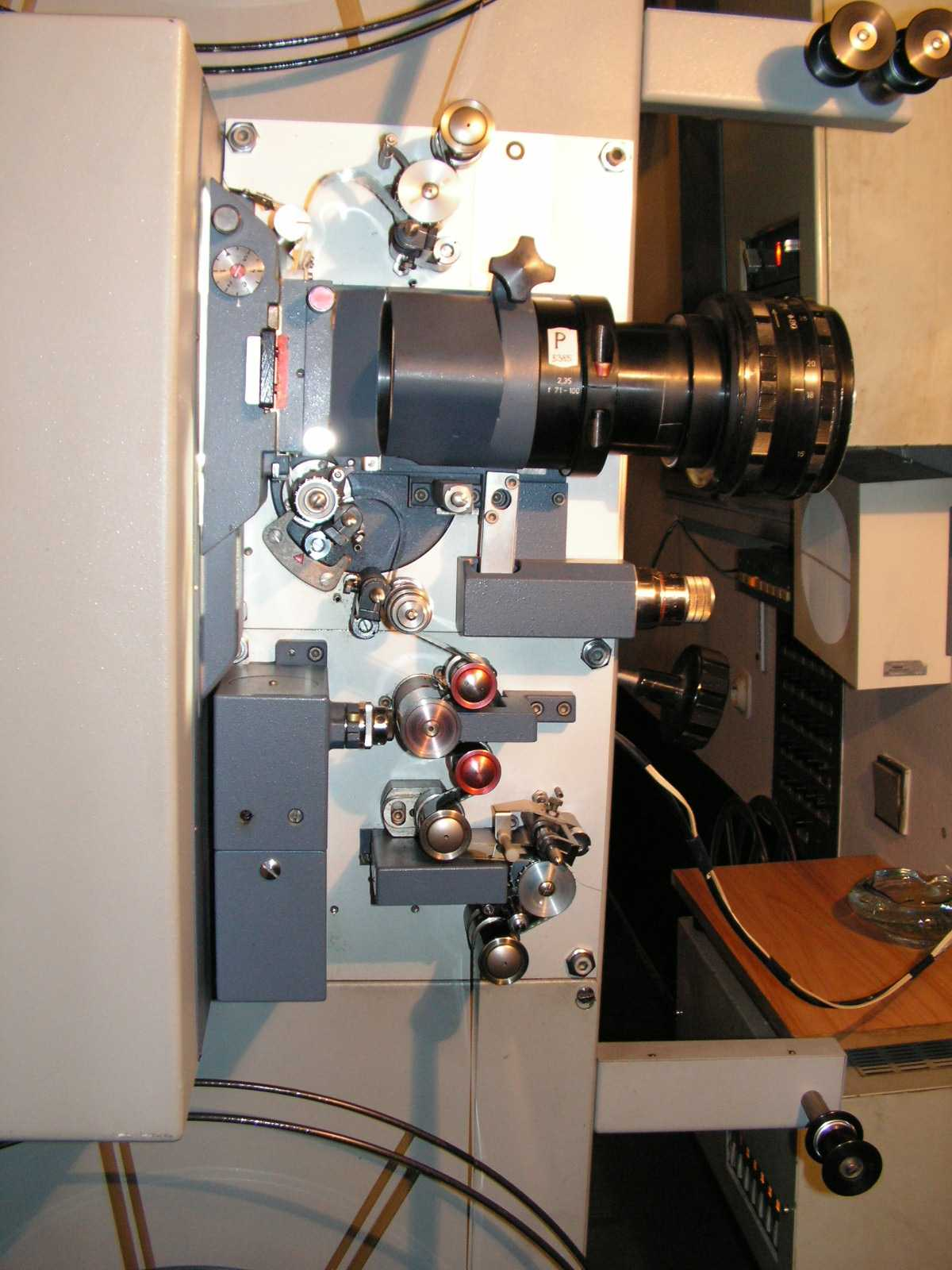
Projektor Meo 5X-B - filmová dráha

Zestátněním a reorganizací československého průmyslu se Optikotechna Přerov kapitálově i manažersky osamostatnila od brněnské zbrojovky. V roce 1946 pak vznikl nový národní podnik MEOPTA (MEchanická a OPTická výrobA), do kterého byly začleněny i do té doby samostatné firmy Suchánek a Srb&Štys.
Firma výrazně rozšířila produkci civilní výroby a nastává "Zlatý věk Meopty": pokračovala a značně se rozšířila jak výroba zvětšovacích přístrojů (Axomat, Opemus, Magnifax) včetně příslušenství a objektivů (Meogon, Benar), tak i fotoaparátů (Flexaret, Mikroma), filmových snímacích kamer (Admira) a také filmových projektorů, kde se kromě dosavadních přenosných projektorů pro 8 mm a 16 mm (Meoclub) začaly intenzivně vyvíjet i stabilní profesionální kinoprojektory pro formáty 16 mm, 35 mm i 70 mm (Meopton) včetně příslušenství a objektivů (Anagon, Dalnar, Meostigmat). Tyto projektory výrazně pomohly při zřizování nových kinosálů po celém Československu. Roku 1958 byl vyroben již desetitisící projektor a na výstavě EXPO '58 získal projektor Meopton IIIa nejvyšší ocenění - Velkou cenu. V roce 1961 byla zahájena výroba pojízdných kin (Cine-Car) a roku 1962 byla zkonstruována světově unikátní stavebnicová promítací kabina pro filmy s prostorovým ozvučením (VJM 424).
Samozřejmě kromě toho byly vyvíjeny a vyráběny i méně viditelné skupiny výrobků - refraktometry, důlní refraktometry, dalekohledy, puškohledy, teodolity, „Meoskopy“ (pro prohlížení obrázkových kotoučků - suvenýrů) apod.. Již od 60. let byly zavedeny do výroby i přístroje s laserovými komponenty. Pro výrobní přetížení přerovského areálu byly postupem času některé výrobkové skupiny znovu opouštěny nebo přesouvány do pobočných závodů (Meopta Hynčice, Brno, Praha, Bratislava).
V době československé normalizace v 70. a 80. letech pak ovládla vojenská výroba více než 75% produkce v hlavním závodě v Přerově, kde z civilní výroby zůstala jen sofistikovaná výroba zvětšovacích přístrojů a projektorů. Snímací filmová a fotografická technika byla zcela opuštěna ve prospěch produkce z NDR (Praktica, Pentacon) a Sovětského svazu (Zenit). Ve druhé půli 80. let se začíná projevovat úbytek vojenských zakázek a část výrobních kapacit se postupně uvolňuje pro civilní a sportovní výrobky (například v roce 1988 byla obnovena výroba puškohledů).

### Po roce 1990
Minimalizovaná civilní výroba se stala firmě osudnou v letech devadesátých, zvláště v období zvýrazněné vojenské konverze, a úbytek zakázek se projevil i v úbytku zaměstnanců. Díky osobnosti RNDr. Vladimíra Chlupa prodělala společnost celkem úspěšnou restrukturalizaci, došlo k zakládání dceřiných společností a hledání nových výrob a odbytišť, včetně dodavatelských služeb pro světové výrobce optiky.
V rámci kuponové privatizace pak roku 1992 odkoupil plný podíl v tehdejší dceřiné společnosti Meopta – optika, a.s. americký podnikatel židovského původu, jablonecký rodák Paul Rausnitz. Téhož roku byla navázána spolupráce s newyorskou společností Tyrolit Company, Inc., která měla obdobné zaměření jako Meopta (byla založena roku 1960 coby distributor brusných kotoučů, později se věnovala i průmyslovému zpracování skla a oblasti mechaniky, optiky a vrstvení. V roce 1996 přesídlila do průmyslové zóny Hauppauge a vzápětí rozšířila výrobu na základní díly sférické i rovinné optiky pro letecký průmysl a sportovní potřeby).
Restrukturalizace mateřské Meopty, se stabilizovaným počtem cca 900 zaměstnanců, však byla zdlouhavá a koncem 90. let reálně hrozil úpadek. Paul Rausnitz proto v roce 2000 tyto investiční a provozní dluhy společnosti umořil svou stomilionovou investicí a v roce 2004 všechny dosud spřízněné společnosti zfúzovaly pod Meopta – optika a.s.. V roce 2005 změnila Meopta svou právní formu z akciové společnosti na společnost s ručením omezeným a společnost TCI New York se stala její dceřinou společností pod názvem Meopta U.S.A., Inc.. V roce 2006 se Paul Rausnitz stal jediným vlastníkem celé Meopty.
V prosinci 2009 vydalo Ministerstvo průmyslu a obchodu rozhodnutí o poskytnutí dotace z OPPI na projekt Modernizace výzkumu a vývoje Meopta, takže hned v následujícím roce mohla být rekonstruována budova vývoje a došlo k výraznému rozšíření výzkumných a vývojových kapacit.. Dnešní Meopta tak patří ke špičkovým výrobcům optických přístrojů v oblasti pozorovací a sportovní optiky, optoelektronických systémů, laserových aplikací i vojenských přístrojů.
V roce 2013 měla společnost 2200 zaměstnanců v Přerově a 150 v USA. Tento úspěch majitele (spolu s historickým podílem jeho rodiny na osvobozování Československa na konci II. světové války) vedl také k tomu, že pan Rausnitz převzal 28. října 2013 z rukou prezidenta republiky Miloše Zemana Medaili za zásluhy o stát v oblasti hospodářské.

## Fotoaparáty

### Dvouoké zrcadlovky

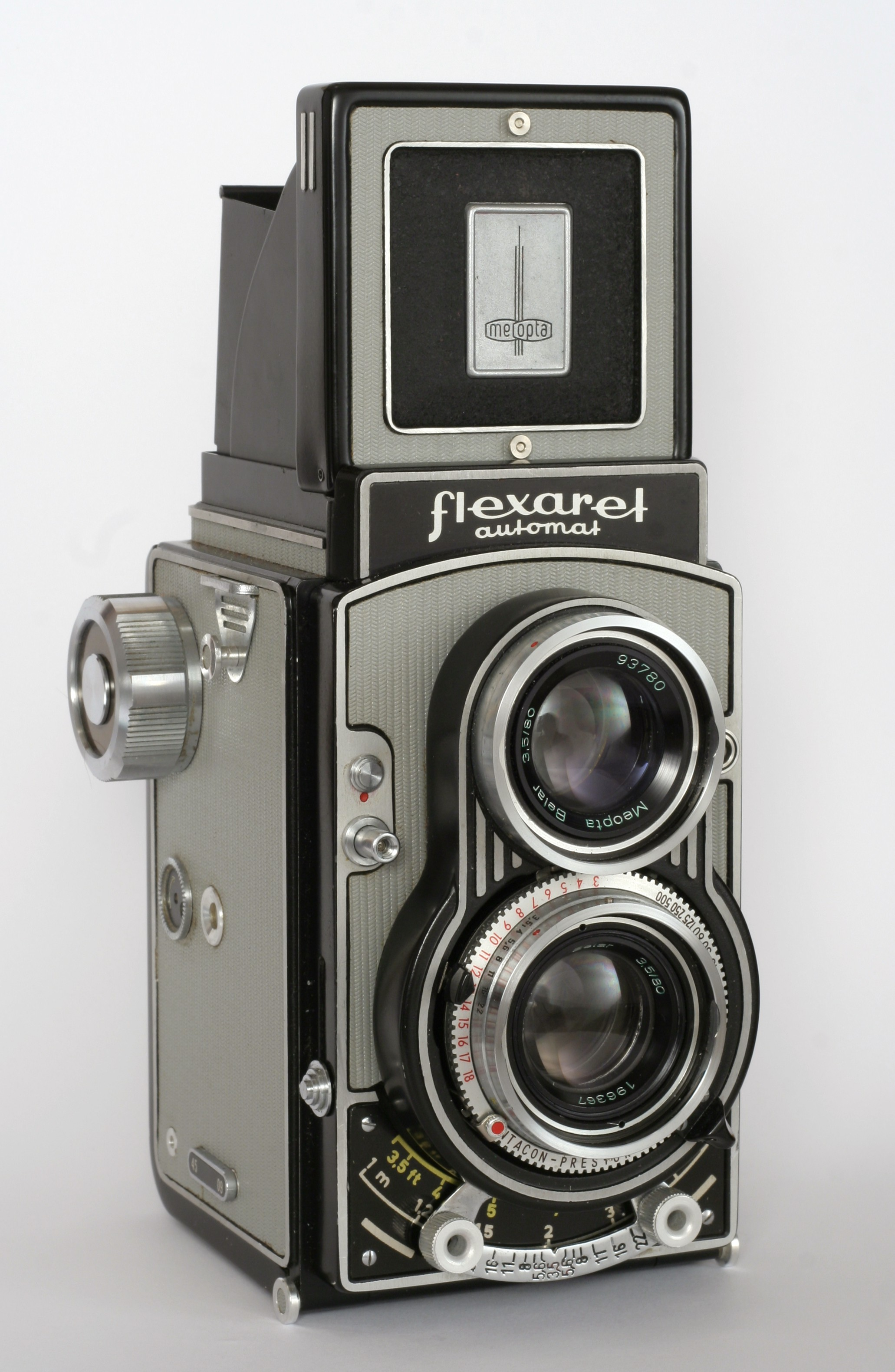
Flexaret VII

- Optiflex (1938): dvouoká zrcadlovka pro svitkový film 6×6 cm (12 snímků). Hledáčkový i snímací objektiv tříčočkový triplet Mirar T3 (2,9/75 mm), frontální zaostřování od 1 m. Centrální závěrka Compur (1 až 1/250 s, se samospouští). Posuv filmu přetáčecím knoflíkem. Jde o původní přístroj z konstrukce bratří Bradáčů.
- Autoflex (1939): dvouoká zrcadlovka pro svitkový film 6×6 cm (12 snímků). Hledáčkový i snímací objektivy Trinar (2,9/75 mm ), frontální zaostřování. Centrální závěrka Compur (1 až 1/250 s). Posuv filmu točítkem. Jde o původní přístroj z konstrukce bratří Bradáčů.
- Flexaret (1939): dvouoká zrcadlovka pro svitkový film 6×6 cm (12 snímků). Hledáčkový i snímací objektivy Mirar (4,5/80 mm) nebo Meyer-Optik Görlitz Trioplan (2,9/75 mm), frontální zaostřování. Centrální závěrka Compur (1 až 1/250 s). Posuv filmu točítkem. Jde o původní přístroj z konstrukce bratří Bradáčů, který byl krátce předtím vyvinut pod obchodním označením Flexette.
- Flexaret II (1940 - 1965): dvouoká zrcadlovka pro svitkový film 6×6 cm (12 snímků). Hledáčkový objektiv Anastigmat (3,0/80 mm), snímací objektiv tříčočkový Mirar (4,5/80 mm), později čtyřčočkový Belar (3,5/80 mm), zaostřování současným posuvem obou objektivů. Centrální závěrka Prontor (1 až 1/400 s), později Compur nebo Metax (typ Flexaret IIa). Posuv filmu točítkem.
- Flexaret III (1941 - 1955): dvouoká zrcadlovka pro svitkový film 6×6 cm (12 snímků). Hledáčkový objektiv Anastigmat (3,0/80 mm), snímací objektiv Mirar (3,8/80 mm), centrální zaostřování současným posuvem obou objektivů. Centrální závěrka Prontor (1 až 1/400 s). Posuv filmu pákou.
- Flexaret IV (1955 - 1957): dvouoká zrcadlovka pro svitkový film 6×6 cm (12 snímků), případně i na kinofilm 35 mm (typ Flexaret IVa). Zjednodušený světlík, hledáčkový objektiv Anastigmat (3,0/80 mm), snímací objektiv Belar (3,5/80 mm), centrální zaostřování současným posuvem obou objektivů. Centrální závěrka Prontor (1 až 1/400 s), přídavná spoušť. Posuv filmu točítkem, automatické počitadlo pro 12 snímků.
- Flexaret V (1958 - 1966): dvouoká zrcadlovka pro svitkový film 6×6 cm (12 snímků). Hledáčkový objektiv Anastigmat (3,0/80 mm), snímací objektiv Belar (3,5/80 mm), centrální zaostřování současným posuvem obou objektivů. Centrální závěrka Metax (1 až 1/400 s), nová tlačítková spoušť. Posuv filmu točítkem se současným natažením závěrky, automatické počitadlo pro 12 snímků. Přídavná tlačítka pro snazší zpětné převíjení filmu a pro snadné uvolnění cívky s filmem.
- Flexaret VI (1961 - 1967): dvouoká zrcadlovka pro svitkový film 6×6 cm (12 snímků) nebo kinofilm 35 mm (35 snímků). Hledáčkový i snímací objektivy Belar (3,5/80 mm) s bajonety pro přídavné filtry, předsádky a clony, centrální zaostřování současným posuvem obou objektivů. Centrální závěrka se současným natažením závěrky Prontor nebo Metax (1 až 1/400 s + "B"). Posuv filmu točítkem se současným natažením závěrky, automatické počitadlo pro 12 snímků.
- Flexaret VII (1963 - 1971): dvouoká zrcadlovka pro svitkový film 6×6 cm (12 snímků), svitkový film 6×4,5 cm (16 snímků) nebo kinofilm 35 mm (35 snímků). Matnice s Fresnelovou čočkou, hledáčkový i snímací objektiv Belar (3,5/80 mm), centrální zaostřování současným posuvem obou objektivů. Centrální závěrka Prestor (1 až 1/500 s + "B") nebo Prontor (typ Flexaret VIIa). Posuv filmu točítkem se současným natažením závěrky, automatické počitadlo pro 12 snímků, spoušť blokovaná převíjením.
- Flexaret Standard (1965 - 1971): dvouoká zrcadlovka pro svitkový film 6×6 cm (12 snímků) nebo 6×4,5 cm (16 snímků). Hledáčkový objektiv Anastigmat (3,0/80 mm), snímací objektiv Belar (3,5/80 mm), zaostřování současným posuvem obou objektivů. Centrální závěrka Metax (1 až 1/400 s). Posuv filmu točítkem. Model konstrukčně vychází z typu Flexaret VI, ale je jednodušší.

### Hledáčkové fotoaparáty
- Cola (1939): jednooký amatérský fotoaparát pro kinofilm (snímky 24×32 mm). Hledáček průhledový, ostření metrickou stupnicí, snímací objektiv Meyer (3,5/50 mm). Centrální závěrka Compur (1 – 1/300 s).
- Milona (1945 - 1950): sklopný fotoaparát pro svitkový film 6×6 cm (12 snímků) nebo 6×4,5 cm (16 snímků). Hledáček průhledový, ostření metrickou stupnicí, snímací objektiv Mirar (3,5/80 mm). Centrální závěrka Prontor S (1 - 1/300 s. Posuv filmu točítkem.
- Etareta (1947 - 1948): jednooký fotoaparát pro kinofilm (snímky 24×36 mm). Hledáček průhledový, výsuvný snímací objektiv Etar III (3,5/50 mm), frontální zaostřování 1 m až nekonečno. Centrální závěrka Etaxa. Automatické počitadlo snímků.
- Opema (1954 - 1959): jednooký fotoaparát pro kinofilm (snímky 24×32 mm). Hledáček průhledový, vyměnitelné snímací objektivy – v základu Belar (3,5/45 mm). Závěrka štěrbinová. Posuv filmu točítkem.
- Optineta (1959): jednooký fotoaparát pro kinofilm (snímky 24×36 mm). Hledáček průhledový, snímací objektiv Belar (3,0/45 mm), frontální zaostřování 1 m až nekonečno. Centrální závěrka Metax. Automatické počitadlo snímků.
- Axoma (1996): amatérský plně automatický fotoaparát pro snímky formátu 24x36 mm na kinofilm. Hledáček průhledový, snímací objektiv tříčlenný autofokus (3,5 nebo 4,5/35 mm), centrální závěrka. Motorový posuv, vestavěný blesk. Neúspěšný pokus o návrat na trh s fotoaparáty prostřednictvím  čínského OEM produktu.

### Fotoaparáty na film 16 mm
- Mikroma (1957): Hledáčkový přístroj s pevným objektivem pro jednostranně perforovaný film 16 mm se snímky formátu 11×14 mm (50 snímků na svitek). Hledáček průhledový, snímací objektiv tříčočkový Anastigmat (3,5/20 mm), později Mirar, zaostřování objímkou s aretací. Závěrka 1/5-1/400 s. Hmotnost pouze 230 g. Typ Mikroma II obdržel zlatou medaili na světové výstavě Expo 58.[7]
- Mikronette (1958): jednooký automat pro jednostranně perforovaný film 16 mm se snímky formátu 11×14 mm (240 snímků na svitek v kazetách). Hledáček průhledový, snímací objektiv Mirar (3,5/20 mm), centrální zaostřování objímkou s aretací. Závěrka 1/5 - 1/400 s. Pérový posuv filmu.

### Speciální fotoaparáty
- Magnola (1949 - 1953): profesionální sklopný fotoaparát pro velké negativy 13×18 cm. Bez hledáčku, snímací objektiv Belar (4,5/210 mm), zaostřování na všestranně naklonitelný a odsuvný matnicový rám. Pneumatická centrální závěrka Compound (1 - 1/100 s + časové snímky). Sklápěcí podlážka pro náročné fotografické práce, tři libely k přesnému nastavení polohy.
- Spektareta (1950): speciální jednooký fotoaparát pro polygrafické účely - tříbarevná výtažková fotografie na svitkový film 6×6 cm nebo kinofilm 35 mm. Hledáček průhledový, snímací objektiv Spektar (3,0/70 mm),
- Stereomikroma (1960 - 1972)[8]: speciální jednooký poloautomat pro stereoskopické fotografování na jednostranně perforovaný film 16 mm se snímky o výšce 10,5 až 11,5 mm (až 14 dvojic na svitek délky 70 cm, až 18 dvojic na svitek délky 90 cm). Hledáček průhledový, snímací objektivy 2× speciální Mirar (3,5/25 mm). Speciální závěrka 1/5 - 1/100 s + "B". Automatické počitadlo, komorová tlačítková spoušť.
- Stereo 35 (1970-1971; konstruktér  Karel Macoun, designér František Heinz)[8]: speciální fotoaparát pro stereoskopické fotografování na kinofilm 35 mm (až 80 dvojic na svitek 160 cm). Hledáček průhledový, snímací objektivy 2× speciální Mirar (3,5/25 mm). Speciální závěrka 1/60 s + "B". Automatické počitadlo, komorová tlačítková spoušť.
- Pankopta (1965): speciální jednooký fotoaparát pro širokoúhlé fotografie na svitkový film. Bez hledáčku, snímací objektiv Belar (4,5/105 mm).

## Zvětšovací přístroje
- Agrand 10x12,5 - zvětšovací přístroj z negativů do formátu 10 x 12,5 cm, žárovka 220 V/200 - 500 W(patice E27), výměnné objektivy Meopar 4,5/180, 4,5/210 a 4,5/300 mm, naklápěcí průmětna.
- Agrand 9x12 - zvětšovací přístroj z negativů do formátu 9x12 cm, žárovka 220 V/500 W (patice P28) chlazena vzduchem přes ventilátor, reprozařízení 9x12, přesuvné objektivy Correctar 4,5/105 a 4,5/165 mm, elektromototorický posun hlavy.
- Axomat - zvětšovací přístroj do formátu 24x36 mm
- Opemus - zvětšovací přístroj do formátu 6x6 cm
- Magnifax - zvětšovací přístroj do formátu 6x9 cm
- Magnolar- zvětšovací přístroj do formátu 10x15 cm
- Magnitarus - zvětšovací přístroj do formátu 13x18 cm
- Meogrand - svislý zvětšovací přístroj pro negativy 35mm nebo 6,5 x 9 cm s automatickým ostřením, žárovka 220 V/300 W (patice P28), automaticky přesouvaný přídavný kondenzor v pozici pro kinofilm , objektivy Openar 4/50 mm a Correctar 4,5/105 mm, kopie DURST

## Filmové kamery

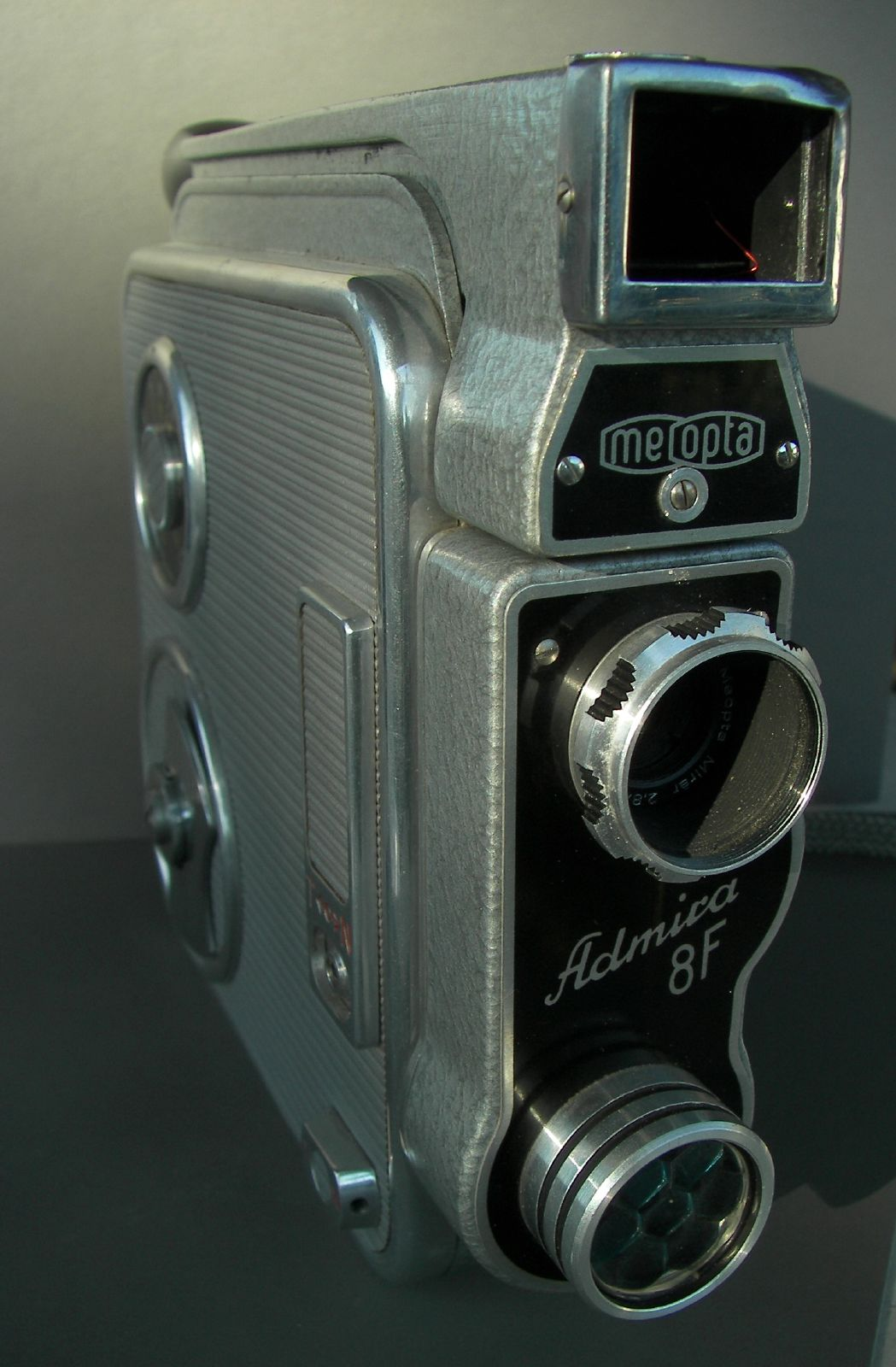
Admira 8F

### Kamery pro formát 2x8 mm
- OP 8 (1939): amatérská kamera pro film 2×8 mm. Pérový pohon, frekvence 16 obr/s, mechanické počitadlo. Optický hledáček, objektiv Mirar 2,8/12,5 mm, reverzní nosič objektivů
- Somet 8 (1956): amatérská kamera pro film single 8 mm ve speciální kazetě. Pérový pohon, frekvence 16 obr/s, mechanické počitadlo. Optický hledáček, objektiv Mirar 2,8/12,5 mm.
- Admira 8 C (???-1946): amatérská kamera pro film 2x8 mm. Pérový pohon, frekvence 10, 16, 24, 48, 64 obr/s, mechanické počitadlo. Průhledový sklopný hledáček
- Admira 8 D (1946 - 1951): amatérská kamera pro film 2x8 mm. Pérový pohon, frekvence 10, 16, 24, 48, 64 obr/s, mechanické počitadlo. Průhledový sklopný hledáček, objektiv Mirar 2,8/12,5 mm.
- Admira 8 E (1952 - 1957): amatérská kamera pro film 2x8 mm, která koncepčně navazuje na typy C a D. Pérový pohon, plynule řiditelná obrazové frekvence 10 až 64 obr./s s pevně vyznačenými hodnotami 10, 16, 24, 48 a 64 obr./s, jimž odpovídají expoziční doby 1/30, 1/50, 1/75, 1/150, a 1/200 s, mechanické kotoučové počitadlo, dvoupolohová spoušť pro plynulý chod a expozici po jednotlivých políčkách. Optický hledáček s vyrovnáním paralaxy částečným vyklopením tubusu, výměnný objektiv Mirar 2,8/12,5 mm pevně zaostřený na hyperfokální vzdálenost, možnost záměny za objektiv Tele-Mirar 3,5/35 mm. Rozměry 130 x 130 x 40 mm, hmotnost 1,3 kg. Prodejní cena v době výroby 600 Kčs.
- Admira 8 II (1955 - 1958): amatérská kamera pro film 2x8 mm. Pérový pohon, plynule proměnná frekvence od 10 do 64 obr./s, nastavitelná na 10, 16, 24, 36, 48 a 64 obr./s, mechanické kotoučové počitadlo, dvoupolohová spoušť pro trvalý chod a jednotlivé obrázky. Sklopný optický hledáček s vyrovnáním paralaxy a vyznačeným zorným polem pro teleobjektiv, otočný karusel pro dva ručně odděleně zaostřované objektivy, konkrétně Mirar 2,8/12,5 mm (clona 2,8-19) a Tele-Mirar 3,5/35 mm (clona 3,5-22). Rozměry 207 x 145 x 50 mm, hmotnost 1,45 kg.
- Admira 8 IIa (1958-1961): amatérská kamera pro film 2x8 mm vycházející z typu 8 II, ale navíc doplněná o zpětný chod pro trikové  záběry a spřažené společné zaostřování obou objektivů. Pérový pohon, plynule měnitelná frekvence buď 10 až 64 obr.ús nastavitelná na 10, 16, 24, 36, 48 a 64 obr./s nebo 12 až 48 obr./s s vyznačenými hodnotami 12, 18, 24 a  48  obr./s, upravené mechanické třísegmentové počitadlo celkové délky exponovaného filmu i jednotlivých políček, dvoupolohová spoušť pro trvalý chod a jednotlivé obrázky. Sklopný optický hledáček s vyrovnáním paralaxy, výměnným okulárem a vyznačeným pole pro teleobjektiv, otočný karusel pro dva ručně zaostřované objektivy, konkrétně Mirar 2,8/12,5 mm (clona 2,8-16) a teleobjektiv Tele-Mirar 3,5/35 mm (clona 3,5-16) U obou je rozsah zaostření 0,6 m až nekonečno, přičemž jejich zaostřování je - na rozdíl od modelu II - vzájemně spřaženo.. Kamera se v menší míře vyráběla i ve verzi 8 IIa 1,9 se i světelnějšími objektivy Openar 1,9/12,5 mm a 1,9/25 mm (oba clona 1,9-22) se spodní rovinou zaostření 0,3 m. Rozměry 207 x 145 x 50 mm, hmotnost 1,45 kg. Prodejní cena v době výroby 1 200 Kčs.
- Admira 8 IIb (1958-1962): amatérská kamera pro film 2x8 mm.
- Admira 8 F (1960 - 1964): amatérská kamera pro film 2x8 mm. Pérový pohon, frekvence 18 obr./s (expoziční doba 1/50 s), mechanické počitadlo s akustickou kontrolou, dvoupolohová spoušť pro trvalý chod a expozici po jednotlivých políčkách. Optický hledáček s vyrovnáním paralaxy vyklopení tubusu a výměnným okulárem, objektiv Mirar 2,8/12,5 mm zaostřený na hyperfokální vzdálenost (clona 2,8-16). Jako prvá byla vybavena expozimetrem se selenovým čidlem a poloautomatickým řízením clony, možnost nastavení pro filmy citlivosti 12, 15, 18 a 21 DIN. Rozměry 170 x 150 x 50 cm, hmotnost 1,3 kg. Prodejní cena v době výroby 900 Kčs. Zhotovena byla v počtu 66 120 kusů, čímž se stala druhou nejvyráběnější kamerou pro film 2x8 mm u nás.
- Admira EL 8P (1962-1964): amatérská kamera pro film 2x8 mm zcela nové konstrukce. Skříň z hliníkové slitiny s barevným nátěrem, elektrický pohon, obrazové frekvence 12, 16, 24, 32 a 48 obr./s, třípolohová spoušť pro trvalý chod a jednotlivé snímky, mechanické počitadlo. Reflexní prizmatický hledáček s přímým průhledem přes objektiv, desetičočkový transfokátor Openar Vario 1,9/10-40 mm s ručně přestavitelným ohniskem a manuálním zaostřováním od 0,6 m do nekonečna, poloautomatické řízení clony, expozimetr se selenovým čidlem, možnost nastavení citlivosti od 9 do 24 DIN. Je prvou tuzemskou 8mm kamerou s transfokátorem, optickým reflexním hledáčkem a motorickým pohonem. Pro potíže s výrobou optiky bylo zhotoveno jen 1093 kusů. Prodejní cena v době výroby 4200 Kčs.
- A(dmira) 8 G0 (1966 - 1967): amatérská kamera pro film 2x8 mm. Pérový pohon, frekvence 16 obr/s, dotykové počitadlo. Optický Newtonův hledáček, objektiv Mirar 2,8/12,5 mm, ruční řízení clony. Designérem této zcela nově řešené řady kamer byl Zdeněk Sekora. Prodejní cena v době výroby 680 Kčs.
- A(dmira) 8 G1 (1964 - 1968): amatérská kamera pro film 2x8 mm. Pérový pohon, frekvence 16 obr/s, dotykové počitadlo. Optický Newtonův hledáček, objektiv Mirar 2,8/12,5 mm, expozimetr se selenovým článkem, poloautomatické řízení clony. Vyrobena byla v počtu 70 580 kusů, což ji zajistilo první místo mezi tuzemskými kamerami pro formát 2x 8 mm. Celkem bylo v Meoptě Brno zhotoveno v letech 1948-1968 cca 280 000 kamer pro film 2x 8 mm. Prodejní cena v době výroby 900 Kčs.
- A(dmira) 8 G2 (1966-1968): amatérská kamera pro film 2x8 mm. Pérový pohon, frekvence 16 obr/s, dotykové počitadlo. Optický Newtonův hledáček, objektiv Mirar 2,8/12,5 mm, expozimetr s CdS čidlem, automatické řízení clony. Hmotnost 1,32 kg. Prodejní cena v době výroby 1400 Kčs.
- A(dmira) 8 G0 Supra  (1968 - 1973): amatérská kamera pro film 2x super 8 mm (DS). Pérový pohon, frekvence 16 obr./s, dotykové počitadlo. Optický Newtonův hledáček, pevně zabudovaný objektiv Mirar 2,8/12,5 mm zaostřený na hyperfokální vzdálenost, ruční řízení clony. Hmotnost 1,2 kg.Prodejní cena v době výroby 820 Kčs.
- A(dmira) 8 G1 Supra[p 1] (1968 - 1971): amatérská kamera pro film 2x Super 8 mm (DS 8). Pérový pohon, frekvence 18 obr./s, dotykové počitadlo, dvoupolohová spoušť pro trvalý chod a jednotlivé obrázky. Optický Newtonův hledáček, pevně zabudovaný objektiv Mirar 2,8/12,5 mm zaostřený na hyperfokální vzdálenost, expozimetr se selenovým čidlem, poloautomatické řízení clony, možnost nastavení citlivosti filmu na 12, 15, 18, 21 a 24 DIN. Rozměry 60 x 130 x 280 mm, hmotnost 1,28 kg. Prodejní cena v době výroby 1100 Kčs.
- A(dmira) 8 G2 Supra[p 1] (1968 - 1971): amatérská kamera pro film 2x Super 8 mm (DS 8). Pérový pohon, frekvence 18 obr./s (expoziční čas 1/54 s), dotykové počitadlo, dvoupolohová spoušť pro trvalý chod a jednotlivé obrázky. Optický Newtonův hledáček, pevně zabudovaný objektiv Mirar 2,8/12,5 mm zaostřený na hyperfokální vzdálenost, expozimetr s CdS čidlem, automatické řízení clony, nastavení citlivosti filmu v rozsahu 12-27 DIN. Prodejní cena v době výroby 1600 Kčs.
- A(dmira) 8 L1 Supra[p 1] (1971- 1977): amatérská kamera pro film 2x Super 8 mm (DS 8). Elektrický pohon, frekvence 12, 18 a 24 obr./s, dotykové počitadlo. optický Newtonův hledáček, pevně zabudovaný objektiv Mirar 2,8/12,5 mm zaostřený na hyperfokální vzdálenost, expozimetr se selénovým čidlem, poloautomatické řízení clony. Napájení ze čtyř tužkových baterií. Prodejní cena v době výroby 1410 Kčs.
- A(dmira) 8 L2 Supra (1971-1977): amatérská kamera pro film 2x Super 8 mm (DS 8). Elektrický pohon, frekvence 12, 18 a 24 obr./s, dotykové počitadlo. Optický Newtonův hledáček, pevně zabudovaný objektiv Mirar 2,8/12,5 mm zaostřený na hyperfokální vzdálenost, expozimetr s CdS čidlem, automatické řízení clony. Napájení ze čtyř tužkových baterií a akumulátoru NiCd 225 (expoziční systém). Prodejní cena v době výroby 1940 Kčs.

##### Nerealizované prototypy, aneb nevyužité šance
- Adastra (1958-62, konstruktér ing. Jan Hampl, design prof. Zdeněk Kovář a Zdeněk Sekora) Kamery 2x 8 mm využívaly film šíře 16 mm, který se po naexponování jedné poloviny pásu z přístroje vyjmul, stranově otočil a následně se exponovala jeho druhá polovina. To bylo dost náročné na manipulaci, při níž se navíc osvítila a tím i znehodnotila nemalá část obou konců pásu. Ing. Hampl proto navrhl originální celosvětově patentované řešení (patent 83740 z roku 1952 s retroaktivitou od listopadu 1943), které tento problém odstranilo. Po natočení jedné části filmu stačilo otočit o 180° jen základní tělo kamery, nově jej vystředit vůči objektivu a zařadit zpětný chod. Výsledkem byl princip tzv. reverzní kamery. Od něj pak byl už jen krůček ke stavebnicovému řešení složenému ze základního těla s veškerou mechanikou i pohonem vkládaného do volitelných třmenů s různou optickou i expoziční výbavou. K dispozici tak byly třmeny s jedním objektivem, třemi objektivy na otočném karuselu i transfokátorem, průhledovým i reflexním hledáčkem a různými typy expozičních automatik. Vývoj této kamery, která dostala název Adastra (ad astra – ke hvězdám), začal v roce 1958. O tři roky později byly hotové její funkční prototypy a zahájení výroby bylo naplánováno na rok 1962. Její představení na veletrhu Photokina v Kolíně nad Rýnem v roce 1963 se stalo světovou senzací, takže objednávky se jen hrnuly. Třeba pouze anglický dovozce poptával 200 000 kusů.  Zavedení do výroby však naráželo na organizační i technické problémy. Původně měla kameru vyrábět Meopta Praha, ale protože ta byla během přípravy její výroby z Meopty vyčleněna a přeměněna na Chiranu, hledalo se jiné řešení. Nakonec vlastní kamerové tělo převzala Zbrojovka  Slavičín a třmenovou část Meopta Přerov. Příprava výroby se však stále protahovala, mj. i proto, že se potýkala s nedostatky v toleranci součástek. Když konečně vše dospělo v květnu 1965 do pozdního finále, byl pouhý den před startem sériové výroby celý projekt zrušen. V té době totiž už přicházely první informace o připravovaném Kodakově kazetovém systému Super 8, který zmíněný problém vyřeší. Kdyby od patentování principu reverzní kamery do zhotovení jejího funkčního prototypu neuplynulo více než deset let, mohla Meopta patřit mezi přední světové výrobce amatérských videokamer. Nevyslyšen zůstal i zájem japonských firem na nákup licence na výrobu reverzních kamer, v nichž bylo mj. uplatněno  devět původních patentů.

- A(dmira) 8 L225 Supra (1972): amatérská kamera pro film 2x Super 8 mm (DS 8). Elektrický pohon, frekvence 12, 18 a 24 obr./s, dotykové počitadlo. Optický Newtonův hledáček, transfokátor Mirar 2,8/12 - 30 mm, expozimetr s CdS čidlem, automatické řízení clony.
- Meoreta S8 (1976-80, konstruktér ing. Jan Hampl) Po skončení výroby kamer pro formát DS8, jež se prosadil  jen v několika východoevropských zemích, začala Meopta vyvíjet  kameru pro celosvětově rozšířený kazetový formát Super 8. Výsledkem byl opět stavebnicově koncipovaný model s četnými originálními prvky, který počítal s volitelnou optikou i pohony. Jeho standardní objektiv Acrion 1,8/16 mm zaostřeným na hyperfokální vzdálenost tak bylo možné doplnit transfokační předsádkou Vario Acrion 1,8/9-33 mm zaostřovanou od 1,5 metru až do nekonečna s ruční či motorickou změnou ohniska.  Za objektivem umístěný hranol pak odkláněl část procházejících paprsků do reflexního hledáčku a na CdS čidlo expoziční automatiky. Expozice se přitom ovládala nejen úpravou clony, ale také časů, neboť kamera disponovala i rotační závěrkou s plynule řiditelným volným sektorem od 0 do 220°. To byl v té době v této třídě naprosto ojedinělý prvek, jenž umožňoval mj. i dokonalé stmívání a roztmívání záběrů. Zabudování kompletního pohonu i napájení (z čtveřice tužkových baterií) do odnímatelné rukojeti pak dovolilo nabídnout několik jeho libovolně volitelných alternativ od základní s jedinou obrazovou frekvencí 18 obr./s přes dokonalejší s tachogenerátovým motorkem a čtyřmi frekvencemi (9, 18, 24 a 36 obr./s) až po různé speciální pro zvláštní účely, např. s frekvencí až 120 obr./s, proudově nezávislým  klasickým pérovým pohonem apod. Uživatel si tak mohl kameru buď rovnou nakonfigurovat podle svých požadavků, nebo ji jim postupně přizpůsobovat dokoupením dalších modulů. I přes originální konstrukci, v té době světově naprosto ojedinělou, velmi dobré technické parametry i užitné vlastnosti tohoto prototypu se však vedení Meopty nakonec rozhodlo, že z ekonomických důvodů výrobu amatérských filmových kamer už neobnoví.

### Kamery pro formát 16 mm
- Admira 16 D (1937) – poloprofesionální kamera 16mm pro film. Pérový pohon, frekvence 8, 16, 24, 48 obr/s, dotykové počitadlo. Optický hledáček s vyrovnáním paralaxy, objektivy Schneider f10 a f20 na revolverové hlavici.
- Admira 16 A1 Electric (1963 - 1968) – poloprofesionální kamera pro 16mm film. Elektrický pohon, napájení ze šesti monočlánků, frekvence 8, 16, 24, 32 obr./s, dotykové počitadlo. Newtonův hledáček, dva výměnné objektivy na otočné revolverové hlavici, mj. Largor 1,8/12,5 mm, Openar 1,8/40 mm či Openar 2,8/80 mm. Spolu s modelem A byla zhotovena v počtu 12 472 kusů.
- Admira 16 B (1965, nerealizovaný prototyp) - poloprofesionální kamera pro 16mm film. Elektrický pohon, plynule řiditelná frekvence 8 - 32 obr./s, dotykové počitadlo, otočný karusel pro tři objektivy, mj. Meopta Telex 2,8/80 mm, je doplněn výměnnými hledáčkovými předsádkami. Přístroj je uložen v Národním technickém muzeu.
- Admira 16 C (1963, nerealizovaný prototyp) - poloprofesionální kamera pro 16mm film. Elektrický pohon, otočný karusel pro tři objektivy, řiditelný sektor závěrky. Zhotoveno bylo jen 10 ks.

## Projektory

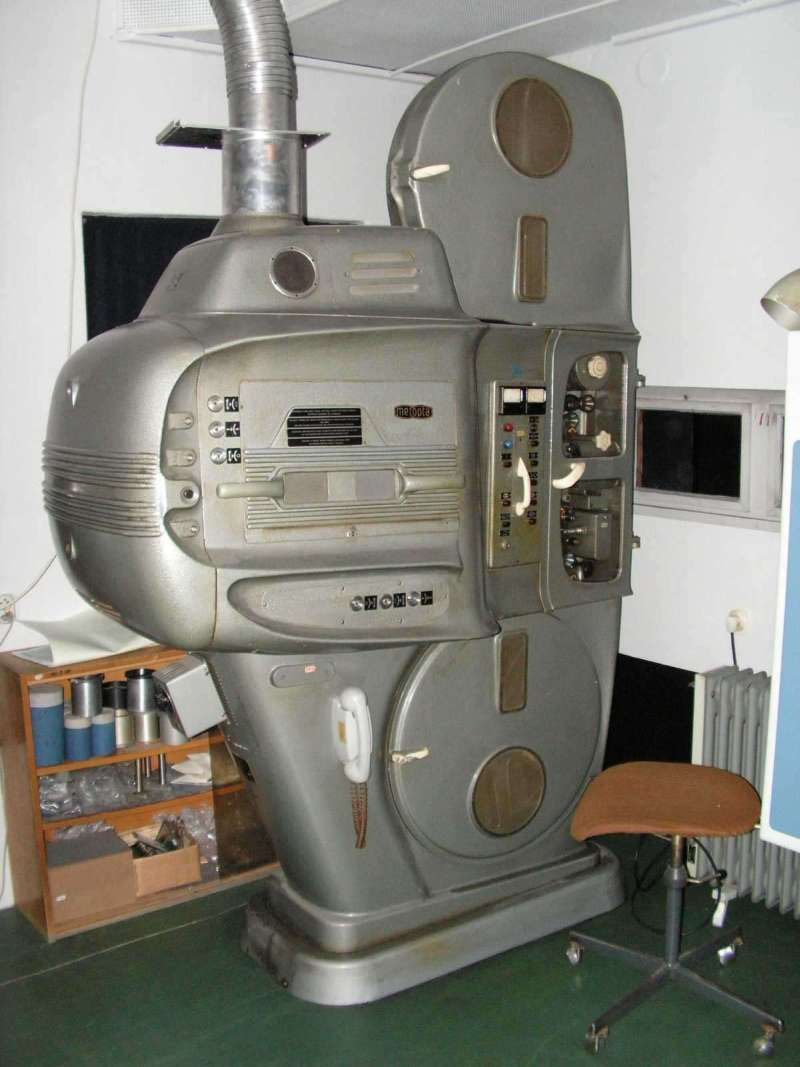
Univerzální stabilní promítací stroj Meopton UM 70/35 (rok výroby 1969)

### Projektory pro 8mm film
- Meopta OP 8: Tělo projektoru odlito z lehkých sltin, transfoportní kufřík zhotoven z vulkánového fíbru. Žárovka 12 V/100 W (patice Ba 15s), umístěná mezi odrazné parabolické zrcátko a dvoučočkový kondenzor, objektiv Polar 1,6/18 mm, zaměnitelný za typ s ohniskovou vzdáleností 25 mm. Ruční zakládání filmového pásu do vodicí dráhy se dvěma ozubenými válečky a odklopným vodítkem, plynule řiditelná obrazová frekvence, možnost zpětného chodu. Rozměry 230 x 135 x 260 mm, hmotnost 6,7 kg. Vyráběn v Meoptě Přerov.
- Somet 8: Robustní 8mm projektor s tělem odlitým z lehkých slitin a cívkami pro max. 60 m filmu umístěnými netradičně vedle sebe na společné hřídeli. Žárovka 12 V/35 W (patice Ba 15s), dvě odrazná zrcátka, objektiv Polar 1,6/18 mm, ruční zakládání filmu do dráhy se dvěma ozubenými transportními válečky. Rozměry 220 x 160 x 160 mm, hmotnost 4 kg. Vyráběn v Meoptě Teplice.
- Atom 8 (1948-1953): Kompaktní model se skříní kombinující plast a kovové prvky. Žárovka 110 V/200 W (patice Ba 15s), objektiv Polar 1,6/25 mm, ruční zavádění filmu do vodicí dráhy s jedním centrálním ozubeným válečkem, unášecí trny dimenzovány pro cívky s kapacitou max. 60 m filmu. Rozměry 160 x 110 x 230 cm, hmotnost 2,7 kg. Vyráběn v Meoptě Brno, celkem bylo zhotoveno 5 546 kusů.
- Optilux 8 (1952-1960): 8mm projektor s tělem odlitým z lehkých slitin, žárovka 120 V/40 W (patice P28), objektiv Polar 1,4/25 mm, světelný tok 40 lm, ruční zakládání filmu, plynule řiditelné obrazové frekvence, obousměrný chod. Rozměry 272 x 316 x 170 mm, hmotnost 7 kg. Vyráběn v Meoptě Přerov, vyrobeno bylo 13 935 kusů.
- Meo 8 (1956-1962): 8mm projektor kufříkového typu s klasickým světelným systémem s kulovým odrazným zrcadlem, žárovkou 110 V/200 W (patice P28) a čočkovým kondenzorem, objektivem Polar 1,6/18 mm, ručním zakládáním filmu do netradičně řešené dráhy, zalomené "za roh", tj. obdobně jako u modelu Atom 8, plynule řiditelná obrazová frekvence. Vyráběn v Meoptě Brno, celkem bylo zhotoveno 11 649 kusů.
- Am 8 (1960-1969, konstruktér ing. Slavomír Chytil, design ateliér prof. Zdeňka Kováře): 8mm projektor s nízkovoltovou žárovkou 8 V/50 W, objektivem Polar 1,3/20 mm, světelným tokem 60 lm, automatickým zakládáním filmu a dvěma obrazovými frekvencemi 16 a 24 obr./s. Projektor mohl být doplněn jednoduchým synchronizátorem Meopta SM 8 pro spřažený provoz s cívkovým magnetofonem a vyvinut byl pro něj i adaptér RM 8 pro záznam a reprodukci zvuku přímo z magnetické stopy nanesené na okraj filmu. Zprvu byl montován v Meoptě Přerov,  v roce 1967 byla výroba převedena do Meopty Hynčice. Zhotoveno bylo celkem 90 673 kusů.
- Meocord (1966-1968): kufříkový 8mm projektor s nízkovoltovou žárovkou 8 V/50 W, objektivem P.O. 1,5/20 mm, světelným tokem 60 lm, automatickým i ručním zakládáním filmů, obrazovými frekvencemi 16 a 24 obr./s a možností statické a zpětné reprodukce. Podobně jako model Am 8 uzpůsoben pro připojení externích zařízení pro dvoupásové i jednopásové ozvučení filmů. Rozměry 280 x 211 x 168 mm, hmotnost 7 kg. Jako jediný z 8mm filmových projektorů byl vyráběn Meoptou Bratislava.
- Am 8 Super (1968-1970): upravená verze modelu Am 8 pro film super 8 se shodnou základní výbavou, ale už bez možnosti připojení externích zvukových zařízení. Vyráběn Meoptou Hynčice v počtu 14 265 kusů.
- Meolux I (1969-1972): projektor pro filmy standard 8 i super 8, změna formátu se provádí výměnnou celého vodítka a čepu odvíjecí cívky. Nízkovoltová žárovka 8 V/50 W, objektiv Corrigon 1,3/25 mm, samočinné zavádění filmu, obrazové frekvence 18 a 24 obr./s. Vyráběn v Meoptě Hynčice v počtu 94 128 kusů. V době výroby stál 1300 Kčs.
- Meolux II (1972-1977): projektor pro filmy standard i super 8, při výměně formátu stačí jen posunout páčku na vodítku. Nízkovoltová žárovka 8 V/50 W, výměnné objektivy Corrrigon 1,2/15 mm nebo 1,3/20 mm, samočinné zavádění filmu, obrazová frekvence 18 obr./s (po přesunu řemeničky 25 obr./s), nově též statická reprodukce a obousměrný rychloposuv přes vodicí dráhu.
- Meos duo (1977-1987): projektor pro filmy standard i super 8, při výměně formátu stačí jen posunout páčku na boku vodicí dráhy. Halogenová žárovka 12 V/75W případně 100W, s dichroickým zrcadlem, výměnné objektivy Corrigon 1,2/15 mm, 1,3/20 mm a transfokátor Vario Corrigon 1,4/15-25 mm, samočinné zavádění filmu, obrazové frekvence plynule řiditelné od 4 do 6 a 18 do 24 obr./s, statická reprodukce i zpětný chod. Projektor lze spojit se synchronizátorem Meopta Duo synchron pro spřažený chod s cívkovým magnetofonem. (V roce 1978 stál tento projektor 2 850 Kčs.[9])
- Meos (1978-): mírně zjednodušená verze modelu Meos duo, vybavená pouze pevnými frekvencemi 4,5, 6, 18 a 24 obr./s a bez možnosti elektronické synchronizace s magnetofonem. V ostatních parametrech už zcela identická. Oba typy vyráběla Meopta Hynčice.
- Meopta KP8 super: kufříkový projektor pro předvádění filmů super 8 slepených do nekonečné smyčky v délce max. 15 m a trvale uzavřených do speciální kazety, určený především pro výukové, předváděcí a propagační systémy. Výhodou je jednoduchá manipulace s filmy a možnost jejich opakované i okamžité reprodukce. Obrazová frekvence 24 obr./s. Rozměry 120 x 200 x 225 mm, hmotnost 6,2 kg.
- Meopta KP8 super 2: konstrukčně i tvarově zdokonalená verze předchozího modelu. Halogenová žárovka 12 V/100 W umístěna v ose kulového zrcadla, jejíž světlo je směrováno přes speciální dvoučočkový kondenzor a zrcátko do obrazové okeničky, výměnné objektivy Corrigon 1,4/12,5 mm a Vario Corrrigon 1,3/18-32 mm, obrazová frekvence 18 obr./s, statická reprodukce. Rozměry 110 x 200 x 350 cm, hmotnost 6,15 kg.

### Předváděcí a střihové pulty pro 8mm film
- Meopta MS8: Plechový pult s horizontálním uložením cívek až pro 120 m 8mm filmu, ruční převíjení filmu oběma směry otáčením kliček na unášecích trnech cívek, světelný a projekční systém tvoří žárovka 12 V/30 W, odrazné zrcátko, dvoučočkový kondenzor a tříčočkový objektiv 2,8/12,5 mm, který promítá obraz zpředu na malou výsuvnou plochu velikosti 120 x 90 mm. Pult je vybaven počitadlem pro odměřování délky filmu i jednotlivých scén, perforátorem pro označení míst střihu a samostatně přibalovanou lepičkou filmů pro mokrý spoj.
- Meonet 8: Stolní celokovový model s výklopnými raménky s unášecími trny pro svisle umístěné cívky až s 120 m 8 mm filmu a s kličkami pro obousměrné ruční přetáčení. Světelný a projekční systém tvoří nízkovoltová žárovka 12 V/15 W (patice Ba 15d), dvoučočkový kondenzor, tříčočkový objektiv Mirar 2,8/12,5 mm, rotující optický hranol a dvě povrchově stříbřená zrcátka, která odrážejí obraz zezadu na částečně zastíněnou matnici o ploše 105 x 70 mm. Prohlížečka je opatřena značkovačem míst střihu. Rozměry 220 x 220 x 210 mm, hmotnost 2,5 kg.
- Meonet 8 Super: Konstrukčně i funkčně shodný s modelem Meonet 8, pouze s vodicími a transportními prvky uzpůsobenými pro film super 8.
- Meonet 8 dual: Konstrukčně i funkčně shodný s modely Meonet 8/Meonet 8 Super, umožňuje však uzpůsobit vodící a transportní prvky pro filmy 8mm i super 8 (stranovým otočením transportního válečku).
- Meonet Compact S: Velice kompaktní model pro filmy super 8 v plně uzavíratelné skřínce zhotovené z plastů, jenž přišel s některými ve své době unikátními konstrukčními prvky. Byl jím především přímý ruční pohon transportního válečku převíjecí kličkou s transportními převody na unášecí trny pro horizontálně umístěné cívky pro až 120 m filmu, který zajistil rovnoměrný tah filmu bez ohledu na velikost průměru navinutého pásu, a tím i jeho nižší opotřebení, ale i účinnější světelný systém, u něhož je odrazná plocha přímo součástí nízkovoltové žárovky 6 V/10 W (patice NA 15s). Projekční systém doplňuje kondenzor, rotující hranol, objektiv Mirar a čtyři postříbřená zrcadla, která usměrňují obraz zezadu na výklopnou, částečně zastíněnou Fresnelovu matnici rozměrů 96 x 72 mm. Nechybí ani značkovač míst střihu. Rozměry 105 x 150 x 290 mm. Prohlížečka, kterou stejně jako předchozí typy Meonet, vyráběla Meopta Brno, si díky své progresivní konstrukci a neotřelému atraktivními designu získala značnou oblibu i na západoevropských trzích, kam byla vyvážena v poměrně velkých objemech. Byla tak důstojnou tečkou za 8mm filmovým programem Meopty Brno, která na přelomu sedmdesátých a osmdesátých letech přešla od výroby amatérské filmové techniky na výrobu mikrofilmové techniky.

### Přenosné projektory pro 16mm film
- Almo 16
- Opefon
- Meopta OP 16
- Club 16, 16 B, 16C
- Meoclub 16
- Meoclub 16 automatic
- Meoclub 16 automatic H
- Meoclub 16 automatic Standard
- Meoclub 16 electronic
- Meoclub 16 electronic 2
- Meoclub 16 AS2
- Meoclub 16 AS3

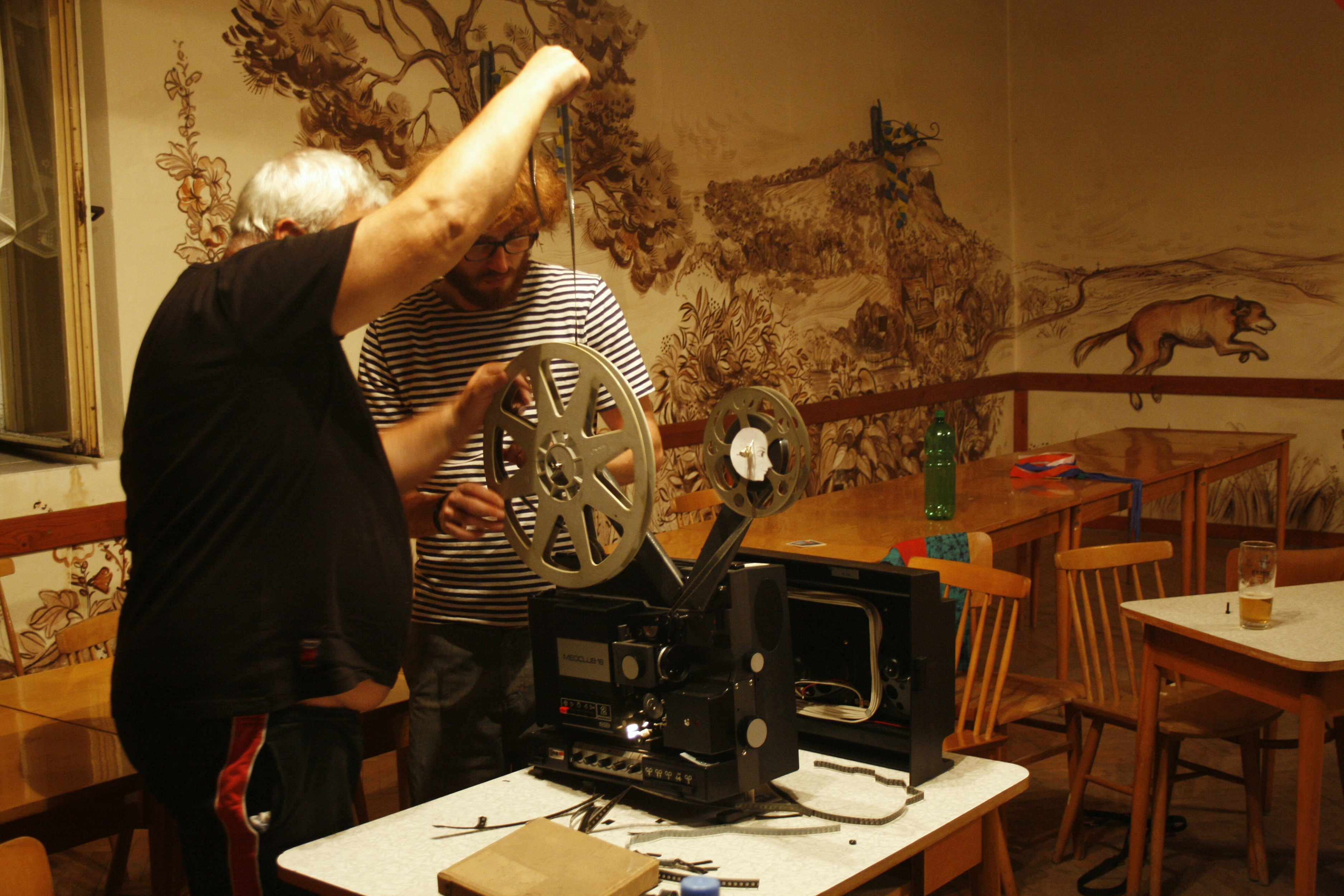
Meoclub 16 electronic 2

- Meoclub 16 slot (nerealizovaný prototyp)

### Předváděcí a střihové pulty pro 16mm film
- Meonet 16

### Stabilní projektory
- Meopton I - pro film 16 mm, 1000 W projekční žárovka
- Meopton II - pro film 16 mm, uhlíková lampa
- Meopton III - pro film 35 mm, uhlíková lampa
- Meopton IV - pro film 35 mm, uhlíková nebo xenonová lampa
- Meo IVa - pro film 35 mm, uhlíková nebo xenonová lampa, možnost instalace magnetického budiče zvuku
- UM 70/35 (1961 - 1971) - univerzální stroj pro film 35 a 70 mm, uhlíková nebo xenonová lampa, zvuk optický mono a magnetický čtyř-, nebo šestistopý prostorový, automatizace promítání kontaktními značkami
- Meo 5X (od r. 1977) - pro film 35 mm, xenonová lampa, možnost opticky snímaného stereozvuku (včetně digitálního) a automatizace promítání indukčními snímači. Posledním a nejvyšším modelem projektorů byl na konci 90. let vyvinutý Meo 5X-B3 s plně automatizovanou projekcí (včetně ovládání osvětlení a opon v sále) pro cívky s až 2400 m filmu, s možností připojení tallerů pro nepřetržitou projekci a se zvukem DolbyDigital. Tyto projektory byly dodávány do většiny nově vznikajících multikin v ČR, ale to již byla jejich „labutí píseň“.

## Geodetické přístroje
Jako nástupce firmy Srb a Štys pokračovala Meopta ve výrobě geodetických přístrojů. Ta trvala až do roku 1963, kdy byla v rámci RVHP výroba geodetických přístrojů půředána do Maďarska firmě MOM (Magyar Optikai Művek, Budapest).

### Teodolity
- teodolit Meopta Th 30x - minutový repetiční teodolit s kovovými kruhy. Zastaralý typ teodolitu byl díky jednoduché konstrukci a velké odolnosti oblíben především v rozvojových zemích.
- teodolit Meopta T1c. Teodolit s limbem na postrk, skleněné kruhy, odečítání pomocí optického mikrometru. Byl vyvinut v roce 1955 především pro vojenské použití.[11]

### Nivelační přístroje
- Malý nivelační přístroj Meopta KNK 8,8x (převzatý a zdokonalený přístroj Srb a Štys KNK 8,8x)
- Malý nivelační přístroj Meopta MN 10x
- Nivelační přístroj Meopta NK 30x[11]

Nivelační přístroje Meopta
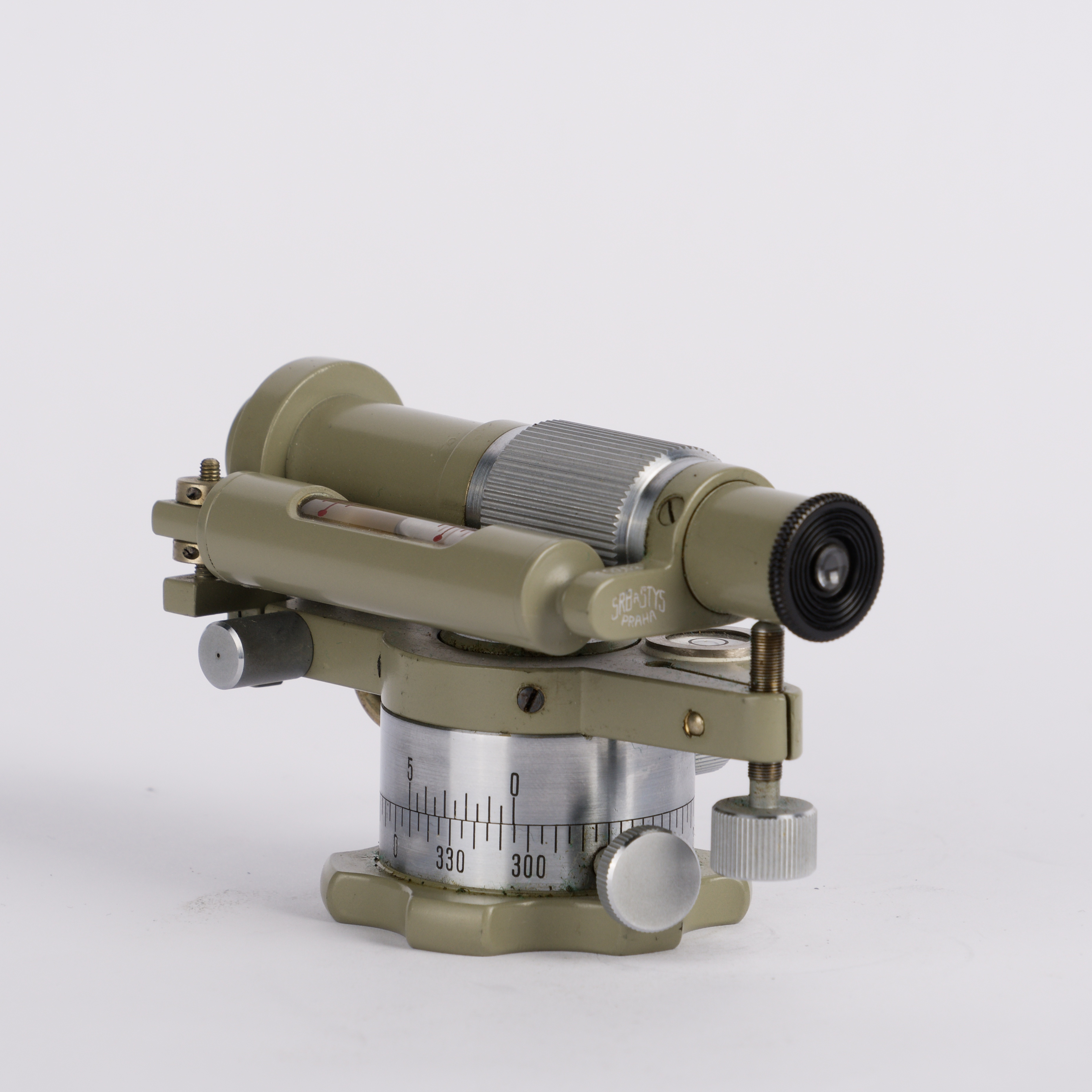
Srb a Štys KNK 8,8×
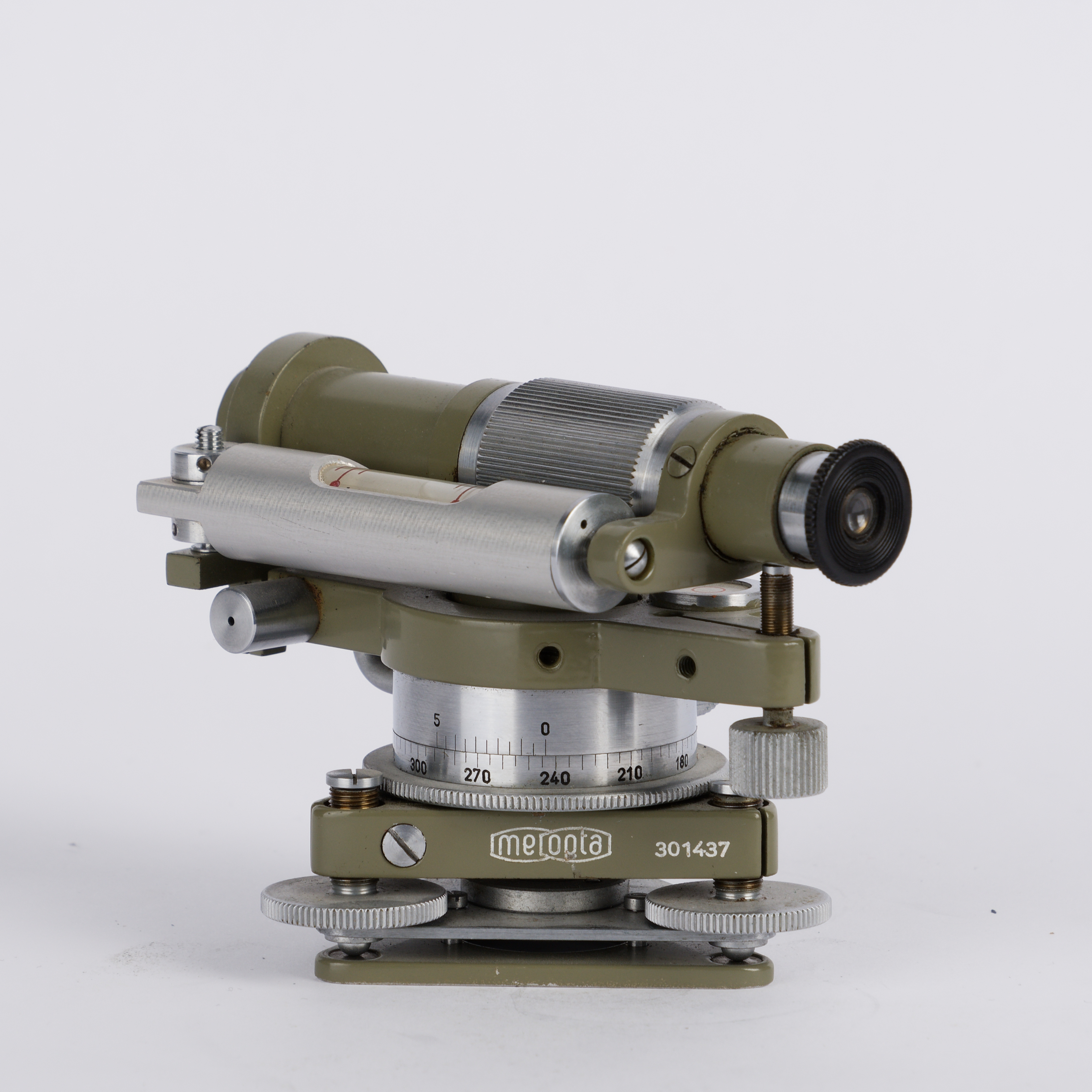
Meopta KNK 8,8×
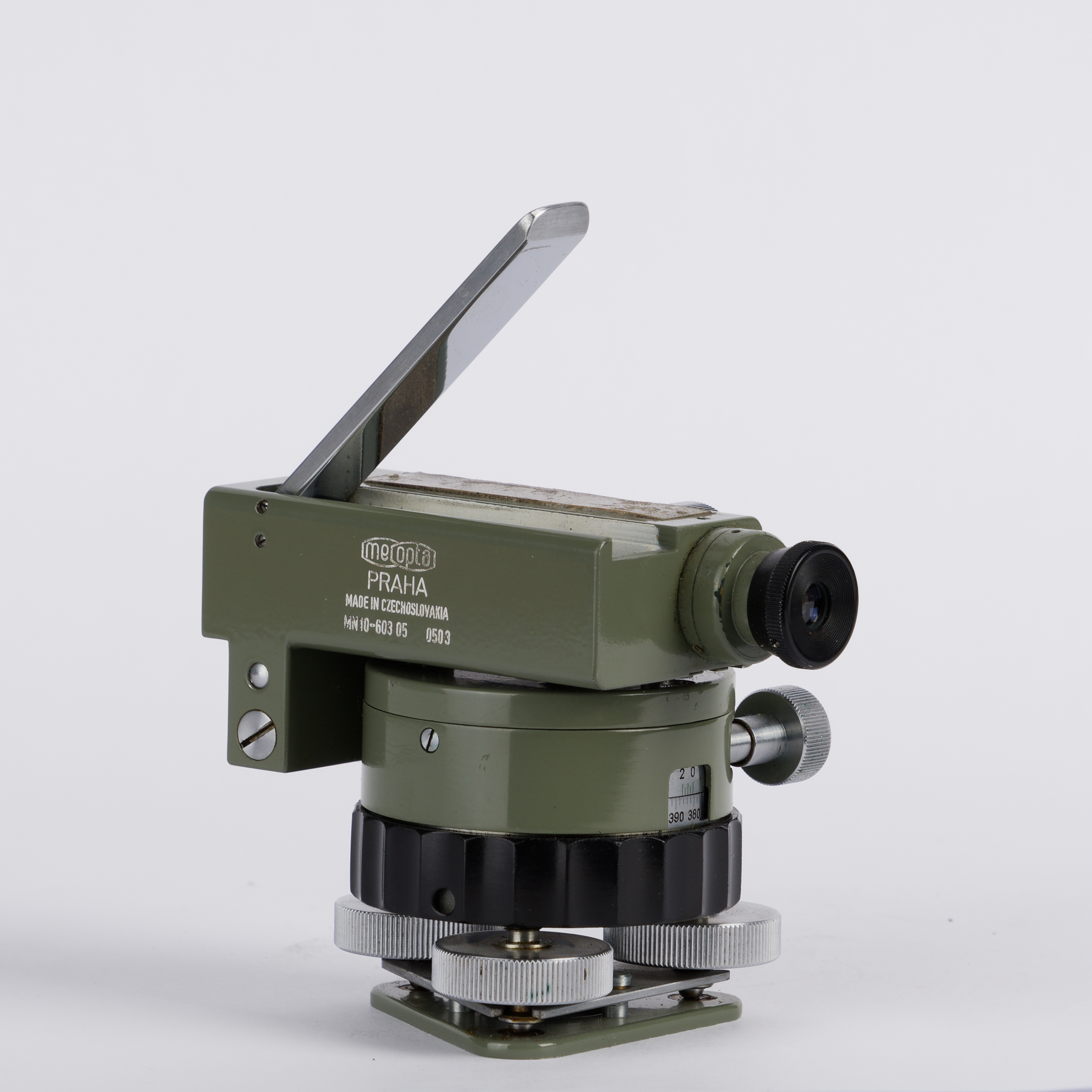
Meopta MN 10
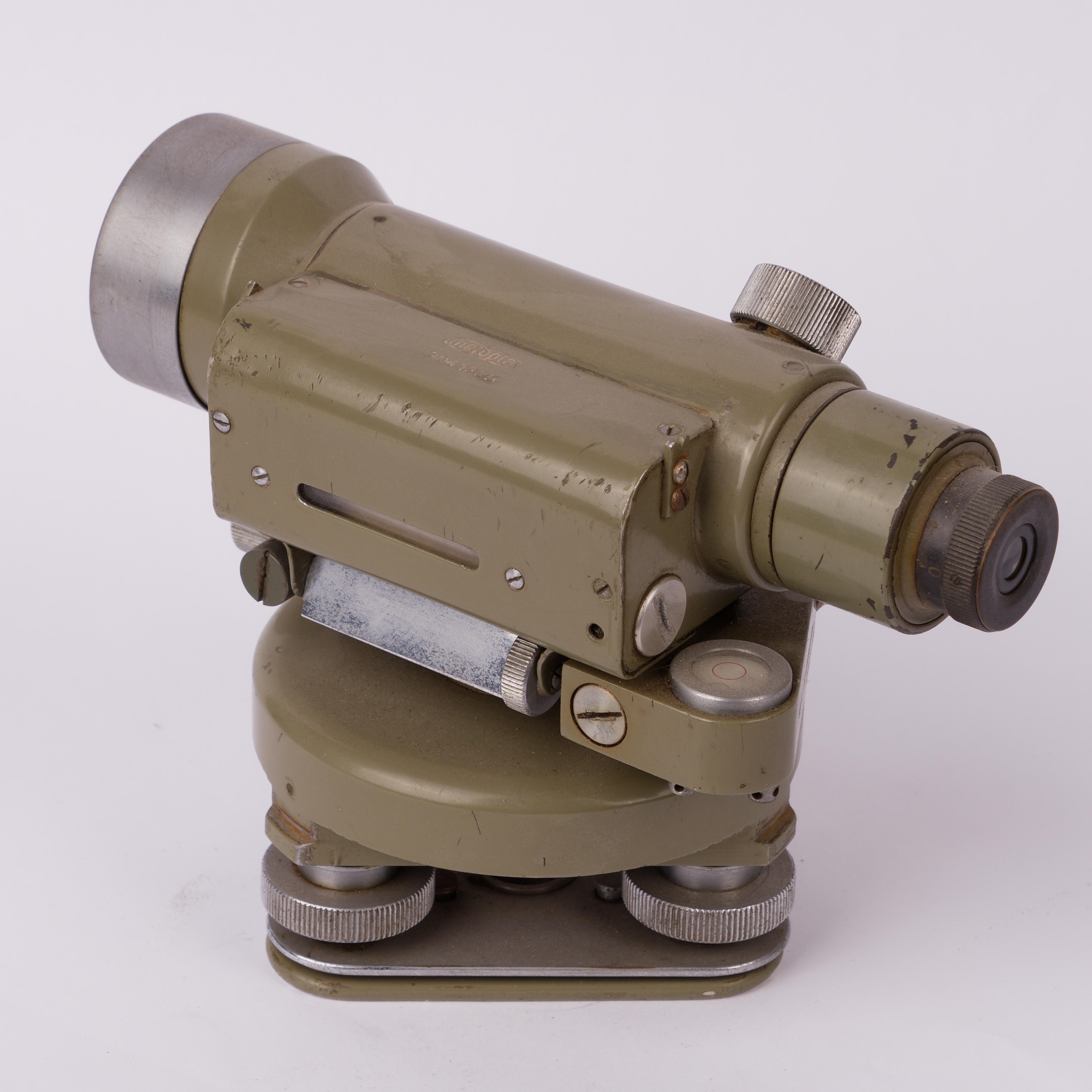
Meopta NK 30x

### Další přístroje
- Topografická souprava Meopta
- Tankové a dělostřelecké zaměřovače[11]

Když po druhé světové válce vyhlásili na Srí Lance soutěž na dodávku teodolitů a nivelačních přístrojů, přihlásilo se jim se svými výrobky 25 společností z celého světa a mezi nimi též Meopta. Ta nakonec v klání uspěla a zadavatelé si vybrali její zeměměřické přístroje.